# Днепровский (Рогачёвский район)
Днепровский (бел. Дняпроўскі) — посёлок в Кистеневском сельсовете Рогачёвского района Гомельской области Беларуси.

## География

### Расположение
В 22 км на северо-восток от районного центра и железнодорожной станции Рогачёв (на линии Могилёв — Жлобин), 113 км от Гомеля.

### Гидрография
На реке Днепр.

## Транспортная сеть
Транспортные связи по просёлочной, затем автомобильной дороге Рогачёв — Довск. Строения деревянные, усадебного типа, расположены вдоль реки.

## История
Основан в начале 1920-х годов переселенцами из соседних деревень на бывших помещичьих землях. В 1931 году жители вступили в колхоз. Во время Великой Отечественной войны действовала подпольная группа (руководитель Г. А. Федосова). Около посёлка находилась партизанская переправа. Оккупанты в 1944 году сожгли 12 дворов. 4 жителя погибли на фронте. Согласно переписи 1959 года в составе совхоза «Кистени» (центр — деревня Кистени).

## Население

### Численность
- 2004 год — 6 хозяйств, 12 жителей.

### Динамика
- 1940 год — 20 дворов, 109 жителей.
- 1959 год — 51 житель (согласно переписи).
- 2004 год — 6 хозяйств, 12 жителей.